# Права людини в Грузії
Права людини в Грузії гарантовані конституцією країни. У Грузії існує незалежний Громадський захисник прав людини, обраний парламентом для забезпечення дотримання цих прав. Однак, Amnesty International, Human Rights Watch, Державний департамент США та грузинська опозиція стверджують, що ці права часто порушуються.
В додаток, близько 20 % території колишньої Грузинської РСР є предметом суперечок (вважається окупованою на думку грузинського уряду в Тбілісі та багатьох інших країн); також часто надходять заяви про порушення прав людини на цих територіях Абхазії та Південної Осетії.

## Права меншин
Влада Грузії звинувачується в порушеннях прав осетин та абхазів, а також інших національних меншин. З початку 1990-х років з боку осетинів на адресу влади Грузії висловлюються звинувачення в геноциді. Організація Human Rights Watch звинуватив Грузію в етнічних чистках проти осетинів у деяких районах під час Південно осетинської війни 1991—1992, а також дискримінації осетинів у Грузії.
Уряд Грузії зробив позитивні кроки для захисту релігійних меншин. Напади на представників інших віросповідань стихли після революції, а одного з лідерів цих нападів, Базиля Мкалавішвілі, було заарештовано та ув'язнено владою. Прем'єр-міністр Зураб Жванія був ключовим прихильником дозволу на визнання релігійних організацій державою, але він зіткнувся зі значним опором з боку власного уряду: його власний президент заявив, що держава повинна зробити все можливе, щоб «захистити Грузію від шкідливого іноземного впливу». Попри реформи, що дозволили церквам меншин зареєструватися у 2005 році, Грузинська православна церква має значну монополію в Грузії, тоді як меншинам важко навіть будувати місця для богослужіння.
Діє конкордат 2002 року між Грузинською православною церквою та урядом Грузії, який надає Грузинській православній церкві привілейований статус у Грузії та наділяє її владою над усіма релігійними питаннями. Це єдина церква, яка має статус неоподатковуваної, і до неї часто звертаються з питань уряду. Разом зі звільненням від податків, Грузинська Православна Церква також отримує певне фінансування від уряду. Головна причина цього полягає в тому, що церква завжди була дуже активною в культурному розвитку країни, і, як і в більшості східноправославних країн, межа між культурою та релігією розмита.
Грузія ратифікувала Рамкову конвенцію про захист національних меншин (РКНМ) у 2005 році. Громадська організація «Толерантність» у 2008 році зазначала, що кілька статей Рамкової конвенції про захист національних стандартів (FCPNM) були звільнені від повного виконання парламентом Грузії. Зокрема, за словами «Толерантності», положення щодо повного вираження мов меншин у культурних, освітніх та адміністративних питаннях були скомпрометовані. Наприклад, кількість азербайджанських шкіл зменшилася, а також наводяться випадки призначення директорів азербайджанських шкіл, які не розмовляють азербайджанською мовою.
Національну стратегію захисту прав людини було прийнято у березні 2023 року.

## Свобода слова та ЗМІ
Свобода слова, вираження поглядів та ЗМІ загалом є само собою зрозумілою в Грузії, але, на жаль, бувають випадки, коли її немає, особливо під час грузинських демонстрацій 2007 року, коли поліція з боротьби з масовими заворушеннями напала на штаб-квартиру каналу «Імеді», що призвело до того, що він перервав трансляцію демонстрацій.
У 2023 році країна покращила свою позицію у Всесвітньому індексі свободи преси з 89 до 77 місця.

## Жорстоке поводження з ув'язненими
Протягом років, правозахисні організації закликали президента Саакашвілі та його уряд розслідувати ймовірні звірства у грузинських в'язницях. У 2010 році Комісія з прав людини Ради Європи повідомила: «Умови життя у в'язницях та таборах для військовополонених Грузії, також відомих під своєю евфемістичною назвою „виправні установи“, не сприяють покращенню результатів для ув'язнених». Зовсім навпаки: ця система є порушенням міжнародних стандартів для виправних установ. Прохання про допомогу, щоб припинити тортури у їхніх в'язницях, є поширеним явищем. Оскільки в'язні бояться загострення ситуації, вони уникають називати імена окремих катів.
Станом на 2010 рік доступність медичної допомоги у в'язницях та таборах була абсолютно недостатньою, що призводило до дуже високої смертності у грузинських в'язницях. Права людини ув'язнених просто ігноруються. " Багато інших організацій попереджали уряд Саакашвілі, зокрема Державний департамент США у 2008 році.
Попри світових попереджень уряду Саакашвілі, партії «Єдиний національний рух» щодо прав людини у грузинських в'язницях, організації-наглядачі повідомляли про незначне покращення або взагалі його не повідомляли.
Європейський Союз рішуче засудив знущання над ув'язненими та закликав грузинську владу покарати винних. Голова зовнішньої політики ЄС Кетрін Ештон заявила, що вона «шокована вразливими кадрами зловживань, скоєних щодо ув'язнених у в'язниці Глдані. Вкрай важливо, щоб ці та інші інциденти були ретельно та прозоро розслідувані, а винні були притягнуті до відповідальності», — йдеться у її заяві.
Руперт Колвілл, речник відділення ООН з прав людини в Женеві, закликав Грузію «негайно, неупереджено та ефективно» розслідувати всі випадки жорстокого поводження та вжити заходів «для забезпечення того, щоб в'язниці та центри утримання під вартою управлялися відповідно до міжнародного права та стандартів у галузі прав людини».
Запитання від правозахисних організацій з усього світу з'явилися одразу після міжнародної стурбованості щодо вільних і чесних виборів у Грузії у 2012 році.

## Звільнення політичних в'язнів у 2013 році
13 січня 2013 року 190 осіб, яких парламент Грузії визнав політичними в'язнями, було звільнено з в'язниць згідно із законом про амністію, запропонованим законодавцями партії «Грузинська мрія», який був прийнятий у 2012 році попри вето колишнього президента Михайла Саакашвілі.

## Заворушення проти ЛГБТ та контрпротести
Під час Місяця прайду 2021 року грузинські ЛГБТ- активісти скасували запланований марш прайду після того, як анти-ЛГБТ-протестувальники увірвалися до штаб-квартири Тбіліського прайду та напали приблизно на 50 журналістів. Протестувальники проти ЛГБТ звинуватили журналістів у тому, що вони йдуть проти традиційних грузинських цінностей. «Тбілісі Прайд» звинуватив уряд і церкву у розпалюванні «величезної хвилі ненависті» проти лесбійок, геїв, бісексуалів та трансгендерів (ЛГБТ) та нездатності захистити права громадян.
Після дня обурення насильством тисячі людей зібралися на знак протесту проти гомофобії перед парламентом Грузії, де вони розгорнули райдужний прапор, а учасники вітали та співали гімн Грузії.
Загалом, уряд Грузії заарештував 102 особи у зв'язку з заворушеннями; 68 з них згодом було звільнено під заставу, а решту залишили під вартою до суду. 9 липня 2021 року Тбіліський міський суд відмовив у звільненні під заставу та обрав досудове ув'язнення ще чотирьох учасників насильницького угруповання. Під час попереднього слухання суддя визначив, що дії цих анти-ЛГБТ-активістів «окрім того, що вони є злочинними, підривають стабільність держави. Вони є похмурими та ганебними…».
У 2024 році, був запропонований законопроєкт, який має на меті скасувати всі засоби захисту для ЛГБТ-людей, заборонити «альтернативні шлюбні союзи», зробити трансгендерність незаконною, видалити всі позначки про трансгендерність у документах, що посвідчують особу, та заборонити всі публічні демонстрації ЛГБТ-суперпрезентації. Законопроєкт був ухвалений парламентом Грузії 4 вересня. Європейський Союз та різні правозахисні організації засудили це рішення.

## Нотатки
1.↑ Зверніть увагу, що «Рік» означає «Рік, за який проводиться аналіз». Таким чином, інформація за рік, позначений як 2008, взята зі звіту, опублікованого у 2009 році, і так далі.
2.↑ ^ Станом на 1 січня.